# Polska (musik och dans)
Ej att förväxla med polka (musik och dans i tvåtakt).
Polska är en musikform och pardans i tretakt (3/4-takt) som har spelats, dansats och utvecklats sedan slutet av 1400-talet. En betydande del av Sveriges musiktradition består av polskor.  
Polska spelas, dansas och sjungs än i dag, och några exempel på kända polskemelodier är "Hej tomtegubbar”, "Räven raskar över isen" och "Vårvindar friska".  
Särskilt under nationalromantiken användes ofta polskemelodier vid komposition av klassisk musik, bland annat av Hugo Alfvén. De olika varianterna av hambo är en familj inom polskemusiken och polskedanserna.

## Historia
Den äldre europeiska pardansen fick fäste i Mellaneuropa redan på 1400-talet. Bilder från 1400-talet visar främst bönder som dansar någon form av pardans. Tidigare dansade man på led eller på linjer såsom man fortfarande normalt gör i till exempel Grekland. Med tiden blev pardans även en modedans för Mellaneuropas överklass. Först en fördans där dansarna gick långsamt i tvåtakt eller fyrtakt, man promenerade och gjorde figuréer. Samma melodi spelades sedan i ett högre tempo i tretakt; denna del kallades proportion. Slutligen talar man om en ännu snabbare efterdans, en serra, i tretakt där man "sprang av sig dansen". Serran utmärks enligt musikforskaren Magnus Gustafsson av att melodin följer mönster som sträcker sig över tre takter så att en repris kan bestå av till ett till ex 6 takter.
På 1500-talet utvecklades den polsk-litauiska federationen till Europas kulturella stormakt. De styrande i Sverige utvecklade täta kontakter med Polen under andra halvan av 1500-talet. Gustav Vasas sonson Sigismund blev krönt till kung i både Polen och Sverige år 1594. Polska musiker som spelade polskor var verksamma vid hovet i Stockholm, dock inte på fioler. Parallellt med introduktionen av polskan som dans introduceras efterhand violinen som instrument i Sverige.  
Enligt en uppsats av Eva Hov om en notsamling efter en kantor i Stora Tuna socken, verksam på 1690-talet, var det vanligt att bara den första tvåtaktsdelen av musiken blev nedtecknad eftersom musikerna förväntades kunna konsten att skapa en efterdans genom att utgå från en fördans i tvåtakt och omforma den till en efterdans i tretakt. Denna praxis bidrog naturligtvis till att olika musiker spelade tretaktsdelen på olika sätt. I de handskrivna originalen av svenska notböcker från 1600- och 1700-talet används en mängd olika namn på pardanser i 3/4-takt men beteckningen "Polska" är ovanlig. Ofta används beteckningen polonäs eller menuett. I senare avskrifter och uppteckningar återfinns många låtar med rötter i 1700-talet med nya namn som innehöll ordet polska. Till viss del var det sena 1800-talets och tidiga 1900-talets insamlare av folkmusik som bytte namn eller beteckning på låtarna. Ordet polska lät mer folkligt än de franskklingande orden polonäs eller menuett.
Under tidens lopp förändrade sig dansen och musiken. Lokala varianter uppstod, som alltid. I vissa områden försvann någon av delarna, eller så blandade man ihop dem med varandra. 
Så här såg det ut i de övriga nordiska länderna:
- I Norge bröts tvådelningen sönder. Fördansen i tvåtakt blev till gangar, som dock även innehåller element från efterdansen. Efterdansen i tretakt blev till springar (springleik, pols), som har tagit delar från fördansen.
- I Danmark finns den endast kvar som dansen Sønderhoning från Sønderho på Fanø. Den dansas med ett tredelat omdansningssteg, men musiken som spelas är fördansmusik som oftast är i 2/4 takt.
- I den svensktalande delen av Finland lever polskesviten kvar med menuett som fördans och polska som efterdans, fast i en del områden är det tvärtom.

Enligt den kände upptecknaren av polskemelodier Karl Sporr finns det även i Sverige gamla polskor med tydliga musikaliska influenser från 1700-talets menuetter. Det finns exempel på att samma melodi i gamla notböcker ibland betecknas som menuett och ibland som polska. I notböcker från tidigt 1800-tal och äldre används ofta beteckningen polonäs eller polonesse.  Man har återanvänt samma melodi men ändrat lite på taktdelarnas längd och betoning så att rytmen passat till en annan dans. Musikaliskt har många äldre svenska polskor influerats mycket av vallåtsmusik som sjungits eller spelats på enkla blåsinstrument, har begränsat tonomfång och ofta växlar mellan dur och moll eller använde dorisk kyrkotonart. En påverkan kommer från gamla psalmer(äldre än 1820), så kallade folkliga koraler, som bevarats och utvecklats av försångare i församlingar som inte hade någon orgel.

## Polskemusiken
Polska går i tretakt och till skillnad från valsen är musiken inte lika centrerad kring första taktslaget. Vanligt är att taktdelarna har olika längd och att första och tredje taktslaget eller andra och tredje taktdelen är betonad. Om till exempel första taktslaget är lite längre så innehåller motsvarande dans ett något längre eller långsammare steg på första taktslaget; omvänt om taktslaget är kortare. Det finns en uppsjö av varianter som kan delas in i tre huvudtyper av polskemusik beroende på vilken huvudfigur musiken är uppbyggd av: 
- sextondelspolska, som påminner om polonäsen, såsom denna lät före Frédéric Chopin. De flesta sextondelspolskor från södra Sverige härstammar från spelmansböcker där de står noterade som polska, polonäs, polonesse eller polo
- åttondelspolska
- triolpolska

Exempel på polskemelodier är "Nu har vi ljus, här i vårt hus...", "Goder afton, goder afton...", "Anders Perssons stuga...", Prästens lilla kråka...", "Hej tomtegubbar...", "Räven raskar över isen...", "Vårvindar friska, leka och viska..." En mycket stor del av de svenska traditionella visorna är polskor. 
Flera norska danser i tretakt såsom pols och springar är polskor eller nära besläktade med polskan. Finnskogspolsens utbredningsområde är till exempel på båda sidor av den norsksvenska gränsen vid Värmland och Hedmark fylke. Rörospols och polskorna från närliggande svenska områden (Norskleitjen, Storhurveln från Funäsdalen, polskorna från Västerdalälven etc.) har regionala likheter, vilken är naturligt eftersom Röros var en centralort i området, särskilt då Jämtland var en del av Norge. Eftersom uttrycket "polska" inte används i Norge (utom möjligen som samlingsnamn för svenska tretaktsdanser som inte är mazurka eller vals) behandlas inte dessa norska varianter mer ingående i denna artikel.
Polskor spelade av musiker som inte är vana vid musikformen låter ofta underligt för den invigde, eftersom de då oftast spelas med lika långa taktdelar och utan de olika karaktärsdrag som är vanliga i den folkliga musikformen polska. Detta gäller även symfonisk musik. Satser/stycken baserade på polskor och inspelade med orkestrar dirigerade av kompositören, t ex Hugo Alfvén, låter normalt som polskor, medan samma stycke dirigerat av en av dagens dirigenter ofta kan låta underligt och andefattigt.   
När polskor noterats har det ibland skett annorlunda än i 3/4 takt, till exempel för "kort etta"-polskor med en 1/8-not och två 1/4-noter istället för med tre 1/4-noter. Vid notering används dock oftast 3/4 takt och spelmannen får använda sin känsla för karaktären till att anpassa tonernas relativa längd. Folkmusik förmedlas oftast från spelman till spelman på gehör, varför noteringsproblematik normalt inte uppstår.   

## Dansbeskrivning
Många polskevarianter liknar varandra. Som benämning för en grundvariant av polskedans som fungerar till de flesta typer av polskemusik används ofta begreppet "vanlig rundpolska". En beskrivning finns längre ner. 
Det finns också många polskor som skiljer sig från vanlig rundpolska. Från början dansades polskor på fläck och många sådana "fläckpolskor" har levt kvar, särskilt i Syd- och Västsverige. Ett exempel är Polska från Skepplanda. Det finns polskor som har likheter med dagens bugg, till exempel småländsk slängpolska (nyskapad under slutet av 1900-talet, men baserad på äldre källmaterial). Det finns senpolskor där rörelsen sker mycket långsamt, till exempel Senpolska från Östra Jämtland/Gimdalen. Det finns polska med kort 1:a som Slängpolsk från Övre Klarälvdalen och med kort 3:a som den nu mycket populära Finnskogspols o.s.v.

### Vanlig rundpolska
I "vanlig rundpolska", som utförs lite olika i olika delar av landet, omdansar man parvis medurs på valsbana, det vill säga i en cirkel moturs längs väggarna i danslokalen. Till skillnad från många andra pardanser är inte en i paret aktiv och för runt den andra, som mer passivt följer. I polska bidrar istället båda i paret normalt lika mycket till rörelsen även om en, oftast men inte alltid den som dansar kavaljer, inleder samt avslutar de olika momenten. 
Vanlig rundpolska innehåller två huvuddelar, dans framåt som kallas försteg samt omdansning eller snurr medsols. Delarna blandas enligt en fri form, först dansar paret försteg och när personen till vänster i dansriktningen, kavaljeren (av vissa kallad föraren) så önskar inleder denna omdansningen. Förstegen går till så att dansarna sätter ner sina fötter på taktdelarna ett (ettan) och tre (trean). Personen till vänster sätter ner vänster fot på ettan och höger fot på trean medan personen till höger vanligen gör tvärt om. Då den som dansar kavaljer (förare) så önskar inleder denne omdansningen genom att svänga in framför den som dansar dam (av vissa kallad följare) och paret börjar snurra medurs runt sin gemensamma tyngdpunkt/axel, ett varv per takt, samtidigt som de fortsätter att förflytta sig moturs i valsbanan. I delar av landet dansar man om på taktdelarna ett och tre med steg som i snoa, men vanligast är att något steg också görs på två. Då är kavaljersteget ofta vänster, ihop (högerfoten sätts intill vänsterfoten), höger medan damsteget ofta är ihop, höger, vänster. I Jämtland är damsteget oftare höger, vänster, ihop, så kallad högerpolska, och kavaljeren har roterat ett kvartsvarv längre vid fotisättningarna. Flera andra varianter finns också. De fötter som angivits sätts inte bara ner på stället utan flyttas även framåt i dansriktningen. Den som försöker dansa enligt en mer eller mindre teoretisk dansbeskrivning, som till exempel de just givna, finner snabbt att många andra parametrar är viktiga, såsom samstämmighet med musiken, hållning, balans etcetera.

### Högerpolskor
Begreppet högerpolska används olika. 
Ofta används det för polskor där damen sätter ner höger fot då kavaljeren sätter ner vänster. I de danserna är det viktigt att kavaljeren hunnit längre i rotationen än i andra polskor så att han nästan har ryggen i dansriktningen när han sätter i vänster fot. Några exempel på sådana polskor är Polska från Rättvik, Polska från Transtrand och Polska från Övre Klarälvsdalen.  
Det finns de som benämner danser högerpolskor då stegen kommer på andra taktslaget. Ofta går då paret försteg på taktslag två och tre och kavaljerens stegkombination i snurren är höger, vänster, ihop och damens vänster, ihop, höger. Hambo skulle då kunna sägas vara en högerpolska. Det finns också de som använda begreppet högerpolska utifrån vilken fot som kavaljeren använder på den första taktdelen i omdansningen. Även med detta synsätt blir hambo en högerpolska.

### Bakmes
Bakmes är ett äldre sätt att rotera på. Bakmesen dansades till en början på fläck, men efter valsens ankomst i valsbana. Man roterar ett varv på två takter. Man dansar inte med samma placering till varandra som i polska (där paret dansar något förskjutna åt vänster så att höger fot är mellan partnerns fötter). Istället placerar man sig så att man är till höger om varandra, nästan höft mot höft och snurrar motsols, motsatt håll mot polskan. Fattningen (hur man har händer och armar) är oftast omvänd mot polskefattningen men i vissa danser med bakmes och polska (till exempel Gammalvänster från Oviken) bibehåller man polskeomdansningens fattning också i bakmesen. 
Det finns många sätt att dansa bakmes. Nedan beskrivs en enkel variant (Bakmes från Transtrand) där de som dansar dam respektive kavaljer har samma steg och man dansar på ett och tre. I många varianter har damen och kavaljeren olika steg. Det finns bakmesvarianter där damen och/eller kavaljeren dansar på varje eller nästan varje taktdel och även sådana där man dansar och gör steg på halva taktdelar (synkoperade). Vid synkopering dansar man normalt med höger fot på å1 och vänster fot på 1.
Bakmes från Transtrand. 
Här är en beskrivning av den bakmes som många dansar: Samtidigt som kavaljeren dansar sitt sista försteg börjar damen dansa bakmes framför och förbi kaveljeren, som för damen över till sin vänstra sida så att paret kan ta omdansfattning. Därefter dansar kavaljeren sitt första bakmessteg, (1) i beskrivningen. Damen har då hunnit till (4) i beskrivningen. Vänster fot isätts ett steg framåt med obetydlig svikt och foten vriden något till vänster (1), vänster klack lyfts (2) och vridning sker motsols på vänster fotsula (2å) på taktdel 1-2 vridning ¼ varv. Höger fot, som börjat lyftas på (1å) isätts i rät vinkel med hålfoten framför vänster tå (3) och vridning ¼ varv på höger fotsula, medan vänster fot lyfts (3å). Vänster fotsula isätts snett bakom och något utanför höger klack under det att båda knäna böjs något (4), vridningen fortsätter ½ varv på vänster fotsula (5 och 5å), höger fot förs framåt (5å) och isätts efter ett kort steg (6). Vänster fot lyfts (6å) osv. Vridningen sker huvudsakligen på tvåans å, 3 och å samt 5 och å. 
På många orter har man dansat omväxlande bakmes och polska eller bakmes och hambo (till exempel Bakmes från Lillhärdal). Intressant att notera vid kombinationen polska och bakmes är att man i Värmland och Västerdalarna tenderade att börja med bakmes och därifrån växla till polska och tillbaks, medan man i Jämtland dansade polska först och sedan bakmes.
Då bakmesen går att dansa i både tre- och tvåtakt har man på några håll även växlat mellan bakmes och till exempel schottis. Från orterna Kall och Mattmar i Jämtland finns således följande kombinationer beskrivna: Polska och bakmes, Stigvals och bakmes, Polka och bakmes samt Schottis och bakmes.

### Frammes/Stigvals
Man kan även dansa medsols ett varv runt på två takter med liknande steg som i bakmes. Ofta förekommer detta i valsvarianter, där dansen medsols kallas stigvals och stegen i regel är spegelvända mot bakmesen. På många orter har man dansat omväxlande bakmes och stigvals. Bland de egentliga polskorna återfinns den omvända bakmesen i Gammalpolska från Föllinge, där den passande nog kallas frammes.

### Springpolska
På många håll har man växlat mellan en snabb omdansning (ett varv per takt) och en långsammare omdansning (ett varv per två takter) med bibehållen rotationsriktning. Då kan det röra sig om en springpolska eller springdans, där man springer runt på sex steg och taktdelar, i stället för att klara varvet på tre taktdelar. Springpolskan kan dansas som viltur mellan de snabbare polskeomdansningsvarven eller dansas för sig och varvas med försteg. Exempel: springpolska från Bingsjö, springpolska från Nås.

### Slängpolska
Begreppet används såväl för polskor (rundpolskor) med relativt snabb omdansning som för polskor där kavaljeren för damen i olika turer med armarna, mer eller mindre buggliknande. 
Några exempel med snabb omdansning: Slängpolska från Malung, Slängpolska från Karlskogatrakten, Slängpolska från Svanskog och Slängpolsk från Övre Klarälvsdalen.  
Exempel som är buggliknande: Östsvensk slängpolska (Småland och Östergötland)
I stora drag är musiken till slängpolskor av den senare typen jämn, i betydelsen att taktdelarna är nästan lika långa, medan musiken till slängpolskor av den första typen ofta är ojämn. Värmländska slängpolskor har ofta kort etta. Musiken till slängpolskor med ursprung norr om Dalälven spelas, undantag kan finnas, med förlängd tvåa och betoning på tvåan i takten till exempel i Slängpolska från Enånger.

### "En polska från ..." istället för "...polska"
Det har ofta funnits mer än en polska per ort och olika personer har dansat lite olika. Man bör därför akta sig för att använda begrepp som till exempel "Bingsjöpolska" om en dans eftersom det då låter som om det bara finns en och hellre säga att man dansar en "Polska från Bingsjö". Som ett exempel finns det förutom den vanliga "Polska från Bingsjö" även "Springpolska från Bingsjö" och "Enbenspolska från Bingsjö". Enbenspolskan dansas både som en hambovariant och med vanliga polskförsteg. Man kan också växla mellan varianterna under samma dans.

## Polskevarianter

### Jämna polskor (vanligen sextondelspolskor)
- Flera rundpolskor, till exempel Polska från Bingsjö.
- Sörmländsk slängpolska - dansas med promenaddel i valsbana och omdans på fläck
- Skånsk slängpolska - dansas med promenaddel i valsbana och omdans på fläck
- Östsvensk slängpolska (Småland och Östergötland) - dansas helt på fläck
- Bleking (Västergötland och angränsande delar av Småland)

### Ojämna polskor (vanligenåttondelspolskoreller triolpolskor)
- Slängpolska från Övre Klarälvdalen
- Polska från Rättvik
- Polska från Boda
- Polska från Orsa
- Polska från Älvdalen
- Springlek från Västerdalarna - snabb polska med kort etta
- Polska från Södra Dalarna - något längre tvåa och något avkortad trea
- Bondpolska från Viksta (Uppland)
- Jössehäradspolska (Värmland) - snabb polska
- Hamburgska (i huvudsak Mälardalen)

## Polskmärket
För polskedansare finns en motsvarighet till spelmännens Zornmärkesuppspelningar. De som vill visa, i första hand för sig själva, att de dansar oförvanskat enligt uppteckningar och beskrivningar kan dansa upp för Polskmärket. De dansar då ett antal polskdanser inför en nämnd med tre mycket kunniga personer, samt publik, och får en bedömning och ev. ett märke som finns i fyra olika valörer. En duktig dansare kan tilldelas "Stort Silver" efter fem år, och har då anmält sig att dansa 24 polskdanser efter eget val (3+3+6+6+6), varur domarna har valt 18 danser (3+3+4+4+4) som dansaren visat upp med godkänt resultat inför domarna och en publik av några hundra människor varav de flesta är duktiga polskdansare.